# Repozitorij (nadzor inačica)
Repozitorij je koncept iz nadzora inačica (eng. revision control) koji se odnosi na podatkovnu strukturu koja je obično pohranjena na poslužitelj a sadrži među ostalim:
- skup datoteka i direktorija
- povijesni zapis promjena u repozitoriju
- skup commit-objekata (eng. commit object, nje. Commit-Objekt).[2][3]
- skup referencija commit objekata, zvanih head